# بریستول بالپاپ
بریستول بالپاپ (به انگلیسی: Bristol Bullpup) یک هواگرد ساختِ کارخانهٔ بریستول ایروپلین در کشور بریتانیا است . این هواگرد برای نخستین بار در ۲۸ آوریل ۱۹۲۸ میلادی مورد استفاده قرار گرفت.